# Max Dehn
Max Wilhelm Dehn (13 de noviembre de 1878, Hamburgo, actual Alemania-27 de junio de 1952, Black Mountain, Carolina del Norte) fue un matemático alemán, que lanzó su famoso lema de Dehn en los años 1930, descifrado por el matemático griego Christos Papakyriakopoulos a finales de los años 1959. Dehn nació en una familia de origen judío.
Fue alumno de David Hilbert, y en su habilitación en 1900 resolvió el tercer problema de Hilbert, convirtiéndose en el primero en resolver uno de los conocidos 23 problemas de Hilbert. Entre los alumnos de Dehn estuvieron a Ott-Heinrich Keller, Ruth Moufang, Wilhelm Magnus y los artistas Dorothea Rockburne y Ruth Asawa.

## Invariante de Dehn
El invariante que lleva su nombre fue usado por el propio Dehn para resolver el tercer problema de Hilbert, que versa sobre si todos los poliedros con el mismo volumen son congruentemente diseccionables entre sí.

## Black Mountain College
En marzo de 1944, Dehn fue invitado a dar dos charlas en el Black Mountain College sobre filosofía e historia de las matemáticas. Señaló en una carta que una conferencia sobre un tema matemático avanzado no parecía apropiada dada la audiencia. En cambio, ofreció las conferencias "Raíces comunes de las matemáticas y la ornamentación" y "Algunos momentos en el desarrollo de las ideas matemáticas". La facultad de Black Mountain College se puso en contacto con él poco después con respecto a un puesto a tiempo completo. Después de negociar su salario de $25 a $40 por mes, Dehn y su esposa se mudaron a una vivienda proporcionada por la escuela y él comenzó a enseñar en enero de 1945.
Mientras estaba en el Black Mountain College, Dehn impartió cursos de matemáticas, filosofía, griego e italiano. En su clase "Geometría para artistas", Dehn presentó a los estudiantes conceptos geométricos como puntos, líneas, planos y sólidos; conos seccionados en círculos, elipses, parábolas e hipérbolas; esferas y poliedros regulares. Sus clases tenían un énfasis en la manera en que las formas se relacionan entre sí, un concepto que puede ser útil en medios artísticos.
Disfrutaba de las montañas boscosas que se encuentran en Black Mountain, y a menudo impartía sus clases en el bosque, dando conferencias durante las caminatas. Sus conferencias con frecuencia partían de la filosofía, las artes y la naturaleza, para analizar su conexión con las matemáticas. Junto con su esposa participó en reuniones comunitarias y a menudo comían en el comedor del colegio. También compartían con regularidad largos desayunos con Buckminster Fuller y su esposa.
En el verano de 1952, Dehn fue nombrado profesor emérito, lo que le permitió permanecer en el campus y actuar como asesor. Desafortunadamente, murió de una embolia poco después de presenciar como se talaron varios cornejos del campus. Está enterrado en el bosque del campus.